# Лепешкино (Тверская область)
Лепешкино — деревня в Торжокском районе Тверской области. Входит в состав Сукромленского сельского поселения.

## История
На карте Мёнде деревня Лепешкина имеет 16 дворов. В начале XX века деревня входила в Сукромленскую волость Новоторжского уезда.
По состоянию на 1929 год деревня входила в Васильцевский сельсовет Новоторжского района Калининской области.
В 1940 году деревня входила в состав Васильцевского сельсовета Высоковского района Калининской области. До 1995 года деревня Лепешкино входила в Альфимовский сельсовет Торжокского района.
До 2005 года деревня входила в Альфимовский сельский округ

## Население
По переписи 2008 года в деревне проживало 4 человека.
| 2010 |
| ---- |
| 1    |